# Distrito de La Merced (Churcampa)
El Distrito peruano de La Merced es uno de los once distritos que conforman la Provincia de Churcampa, ubicada en el Departamento de Huancavelica, bajo la administración del Gobierno Regional de Huancavelica, en la zona de los andes centrales del Perú.   Limita por el norte con el Distrito de Churcampa; por el sur con la Provincia de Acobamba y el Departamento de Ayacucho: por el este con el Departamento de Ayacucho; y, por el oeste con los distritos de San Miguel de Mayocc y Churcampa.

## Historia
La fecha de creación de este distrito, por ley dada en el gobierno del Presidente José Luis Bustamante y Rivero, es el 30 de noviembre de 1945.

## Geografía
La población total en este distrito es de 1 149 personas y tiene un área de 69 km².

## Autoridades

### Municipales
- 2011-2014[5]
  - Alcalde: Irineo Guevara Pacheco, Movimiento independiente Trabajando para Todos (TPT).
  - Regidores: Lover Chipana Enciso (TPT), Olimpia Agripina Villanueva de Porras (TPT), Gerce Robles Mancco Ventura (TPT), Eutropio Roque Ruiz (TPT), Emilio Santos Guevara (Unidos por Huancavelica).[6]
- 2007-2010
  - Alcalde: Remigio Ñahui Ccora[7]

### Policiales
- Comisario:  PNP.

### Religiosas
- Diócesis de Huancavelica[8]
  - Obispo de Huancavelica: Monseñor Isidro Barrio Barrio.[9]
- Parroquia
  - Párroco: Pbro.  .

el 23 de setiembre se realiza la fiesta patronal todos los años....   festividad que se realiza como homenaje a nuestra patrona virgen de las mercedes...   donde todos los hijos ccaserinos se reúnen de todos los rincones del Perú....  23 hasta 29 de setiembre